# Europese kampioenschappen synchroonzwemmen 2020
Het synchroonzwemmen tijdens de Europese kampioenschappen zwemsporten 2020 vond plaats van 10 tot en met 15 mei 2021 in de Donau-arena in Boedapest, Hongarije.
Oorspronkelijk stond het toernooi gepland van 11 tot en met 17 mei 2020. Vanwege de coronapandemie werd het toernooi uiteindelijk met een jaar uitgesteld.

## Programma
|  | Voorronde |  | Finale |

| Onderdeel          | Mei  | Mei  | Mei  | Mei  | Mei  | Mei  |
| Onderdeel          | 10   | 11   | 12   | 13   | 14   | 15   |
| Solo               | Solo | Solo | Solo | Solo | Solo | Solo |
| ------------------ | ---- | ---- | ---- | ---- | ---- | ---- |
| Technische routine |      | Goud |      |      |      |      |
| Vrije routine      |      |      | Goud |      |      |      |
| Duet               |      |      |      |      |      |      |
| Technische routine |      |      |      | Goud |      |      |
| Vrije routine      |      |      |      |      | Goud |      |
| Gemengd duet       |      |      |      |      |      |      |
| Technische routine | Goud |      |      |      |      |      |
| Vrije routine      |      |      |      |      | Goud |      |
| Team               |      |      |      |      |      |      |
| Technische routine |      |      | Goud |      |      |      |
| Vrije routine      |      |      |      |      | Goud |      |
| Combinatie         |      |      |      | Goud |      |      |
| Hoogtepunten       |      |      |      |      |      | Goud |
| Totaal             | 2    | 1    | 1    | 2    | 3    | 1    |

## Medailles

### Medaillewinnaars
| Onderdeel          | Goud | Goud    | Zilver | Zilver  | Brons | Brons   |
| Solo               | Solo | Solo    | Solo | Solo    | Solo | Solo    |
| ------------------ | --- | ------- | --- | ------- | --- | ------- |
| Technische routine | Marta Fiedina Oekraïne | 91,8445 | Evangelia Platanioti Griekenland | 89,2897 | Vasilina Chandosjka Wit-Rusland | 87,7173 |
| Vrije routine      | Varvara Soebbotina Rusland | 96,4333 | Marta Fiedina Oekraïne | 93,7000 | Evangelia Platanioti Griekenland | 90,8000 |
| Duet               | |         | |         | |         |
| Technische routine | Svetlana Kolesnitsjenko Svetlana Romasjina Rusland | 96,2904 | Marta Fiedina Anastasija Savtsjoek Oekraïne | 92,6862 | Anna Maria Alexandri Eirini Alexandri Oostenrijk | 89,4592 |
| Vrije routine      | Svetlana Kolesnitsjenko Svetlana Romasjina Rusland | 97,9000 | Marta Fiedina Anastasija Savtsjoek Oekraïne | 94,3333 | Anna Maria Alexandri Eirini Alexandri Oostenrijk | 90,8667 |
| Gemengd duet       | |         | |         | |         |
| Technische routine | Maya Goerbanberdjeva Aleksandr Maltsev Rusland | 91,7963 | Emma García Pau Ribes Spanje | 84,8697 | Isotta Sportelli Nicolò Ogliari Italië | 77,4281 |
| Vrije routine      | Olesja Platonova Aleksandr Maltsev Rusland | 93,9333 | Emma García Pau Ribes Spanje | 86,5333 | Isotta Sportelli Nicolò Ogliari Italië | 81,8667 |
| Team               | |         | |         | |         |
| Technische routine | Rusland Vlada Tsjigireva Marina Goljadkina Veronika Kalinina Svetlana Kolesnitsjenko Polina Komar Svetlana Romasjina Alla Sjisjkina Maria Sjoerotsjkina                                         | 95,6705 | Oekraïne Maryna Aleksijva Vladyslava Aleksijva Marta Fiedina Kateryna Reznik Anastasija Savtsjoek Alina Sjynkarenko Ksenija Sydorenko Jelyzaveta Jachno                                             | 92,3920 | Spanje Ona Carbonell Berta Ferreras Meritxell Mas Alisa Ozhogina Paula Ramírez Sara Saldaña Iris Tió Blanca Toledano                                                                            | 89,7700 |
| Vrije routine      | Oekraïne Maryna Aleksijva Vladyslava Aleksijva Marta Fiedina Kateryna Reznik Anastasija Savtsjoek Alina Sjynkarenko Ksenija Sydorenko Jelyzaveta Jachno                                         | 95,0667 | Spanje Abril Conesa Berta Ferreras Meritxell Mas Alisa Ozhogina Paula Ramírez Sara Saldaña Iris Tió Blanca Toledano                                                                                 | 91,2333 | Israël Eden Blecher Shelly Bobritsky Maya Dorf Noy Gazala Catherine Kunin Nikol Nahshonov Ariel Nassee Polina Prikazchikova                                                                     | 86,8000 |
| Combinatie         | Oekraïne Maryna Aleksijva Vladyslava Aleksijva Olesja Derevjantsjenko Marta Fiedina Veronika Hrysjko Kateryna Reznik Anastasija Savtsjoek Alina Sjynkarenko Ksenija Sydorenko Jelyzaveta Jachno | 94,7000 | Griekenland Maria Alzigkouzi Kominea Eleni Deligianni Eleni Fragkaki Krystalenia Gialama Pinelopi Karamesiou Zoi Karangelou Danai Kariori Andriana Misikevych Georgia Vasilopoulou Violeta Zouzouni | 89,1000 | Wit-Rusland Vera Boetsel Marharyta Kiryljoek Hanna Koetsoen Jana Koedzina Ksenia Koeljasjova Anastasia Navasjolava Valeria Poez Anastasia Soevalava Ksenia Tratseoeskaja Aljaksandra Vysotskaja | 86,0667 |
| Hoogtepunten       | Oekraïne Maryna Aleksijva Vladyslava Aleksijva Marta Fiedina Veronika Hrysjko Anna Nosova Kateryna Reznik Anastasija Savtsjoek Alina Sjynkarenko Ksenija Sydorenko Jelyzaveta Jachno            | 95,3000 | Wit-Rusland Vera Boetsel Marharyta Kiryljoek Hanna Koetsoen Jana Koedzina Ksenia Koeljasjova Anastasia Navasjolava Valeria Poez Anastasia Soevalava Ksenia Tratseoeskaja Aljaksandra Vysotskaja     | 86,5667 | Hongarije Anna Apáthy Niké Barta Katalin Csilling Linda Farkas Boglárka Gács Lilien Götz Hanna Hatala Szabina Hungler Luca Rényi Anna Viktória Szabó                                            | 79,1000 |

### Medaillespiegel
| Plaats | Land        | Goud | Zilver | Brons | Totaal |
| 1      | Rusland     | 6    | 0      | 0     | 6      |
| 2      | Oekraïne    | 4    | 4      | 0     | 8      |
| 3      | Spanje      | 0    | 3      | 1     | 4      |
| 4      | Griekenland | 0    | 2      | 1     | 3      |
| 5      | Wit-Rusland | 0    | 1      | 2     | 3      |
| 6      | Italië      | 0    | 0      | 2     | 2      |
| 6      | Oostenrijk  | 0    | 0      | 2     | 2      |
| 8      | Hongarije   | 0    | 0      | 1     | 1      |
| 8      | Israël      | 0    | 0      | 1     | 1      |
| Totaal | Totaal      | 10   | 10     | 10    | 30     |